# Cornell Jerome Moss
 (janvier 2023).
Pour les articles homonymes, voir Moss.
Cornell Jerome Moss, mort le 30 mai 2015 à Miami, est un prélat anglican guyanéen.

## Biographie
Cornell Jerome Moss, archidiacre de Nassau et des Bahamas, est nommée évêque du diocèse du Guyana par la Chambre des évêques de la province des Antilles lors de leur rencontre du 25 au 27 août 2009 en remplacement de Randolph Georg,.
Il est installé en la cathédrale de Georgetown le 8 décembre 2009.
Il meurt le 30 mai 2015 à Miami.